# Blue Hill (Nebraska)
Blue Hill je grad u američkoj saveznoj državi Nebraska. Prema popisu stanovništva iz 2010. u njemu je živjelo 936 stanovnika.